# Fernando Picun
Fernando Picun (* 14. únor 1972) je bývalý uruguayský fotbalista a reprezentant.

## Reprezentační kariéra
Fernando Picun odehrál za uruguayský národní tým v letech 1996–1999 celkem 9 reprezentačních utkání. S uruguayskou reprezentací se zúčastnil turnaje Copa América 1999.

## Statistiky
| Uruguay | Uruguay | Uruguay |
| Roky    | Záp.    | Góly    |
| ------- | ------- | ------- |
| 1996    | 2       | 0       |
| 1997    | 0       | 0       |
| 1998    | 0       | 0       |
| 1999    | 7       | 0       |
| Celkem  | 9       | 0       |